# Anica in počitnice
Anica in počitnice je sodobna otroška pravljica o deklici, ki je glavni lik desetih knjig iz zbirke Anica, pisateljice Dese Muck. Knjiga je izšla leta 2004. Knjigo je ilustrirala Ana Košir.

## Vsebina
Anica Pivnik se svojimi starši, sestro Mojco in najboljšim prijateljem Jakobom odpravi na morje. Takoj ko prispejo na cilj gre Anica plavat, Jakob pa se ji zaradi predsodkov o svojem telesu noče pridružiti. Anica ga skuša neuspešno prepričati. Končno ga potolaži Aničina mama in ga prepriča da gre v vodo. Tako se z Anico cel dan zabavata v morju. Zaradi potapljanja in predolgega izpostavljanja soncu Jakob zboli, zato mora naslednjih nekaj dni ostati doma. Ker si Anica na plaži najde nove prijatelje, se Jakob zbliža z njeno sestro Mojco. Zadnji dan gre Jakob spet lako na plažo, kjer cela družina uživa zadnji dan počitnic, zvečer pa se odpravijo v mesto. Ustavijo se v lunaparku, kjer se ločijo in dogovorijo, da se dobijo pri stojnici z baloni. Anica in Jakob se zelo zabavata, ko pa pride čas odhoda, ugotovita, da so stojnico z baloni že pospravili. Po neuspešnem iskanju staršev, se odločita da sama poiščeta avto, vendar se pri tem izgubita. Pomaga jima mlad par, ki ju odpelje na policijsko postajo, kjer ju že čaka družina. Ob prihodu domov se vsi, tudi Anica, strinjajo, da so bile to najbolj naporne, a vendar zelo zabavne počitnice. 

## Predstavitev literarnih likov
Glavna literarna oseba pravljice je Anica Pivnik, deklica ki je stara sedem let in hodi v drugi razred. Je navihana, odločna, trmasta in zelo izvirna deklica. Za šestletno deklico kaže veliko izvirnost, domiselnost in iznajdljivost. 
Anica ima sestro Mojco s katero se ne razume najbolje in se pogosto spreta. Znajčajsko sta si zelo podobne, pa tudi Mojca je ravno v svojih najstniških letih ko je trmasta in ima vedno prav. Ob koncu knjige Anica in počitnice se končno pokaže sestrska ljubezen med njima. 
Najbolje se Anica razume s svojim najboljšim prijateljem Jakobom, ki je eno leto mlajši od nje in živi v isti ulici. Skupaj preživita veliko časa, se igrata in družita. Anica včasih pokaže svoje ljubosumje, saj je Jakobu velikokrat prizanešeno ko naredi kakšno neumnost, ker mu je kot petletnemu dečku umrla mama in sedaj živi z očetom in babico. Jakob je umirjen deček, poln domislic, pameten in potrpežljiv. Včasih ni prepričan vase, je nezaupljiv do drugih ljudi in nekoliko sramežljiv.

## Analiza
Anica in počitnice (2004) je sodobna otroška pravljica ki je primerna za otroke od 8 do 12 leta. Je zgodba o prijateljstvu in dogodivščinah na morju, ki jih Anica nekega poletja doživlja z Jakobom in družino. V zgodbi je kar nekaj zapletov ki poskrbijo za napeto vzdušje. V zgodbi se prepletajo motivi prijateljstva, samopodobe, izgube, graditve odnosov, počitniškega vzdušja... 
Knjiga je napisana tudi z veliko dialogi, kar poskrbi za napetost in prijetno vzdušje ob branju.
Dogajalni prostor je morje, plaža, počitniška hišica, lunapark, policijska postaja, doma pri Anici in Jakobu, dogajalni čas pa je [poletje].
Zasnova zgodbe je odhod na morje. Zapleta zgodbe pa sta dva. Prvi je Jakobovo neprepričanje vase in njegova bolezen, drugi pa je ko se z Anico izgubita v lunaparku. Vrh zgodbe je Jakobova bolezen, in iskanje staršev ko se z Anico izgubita. Razplet zgodbe je, ko Jakob ozdravi in ko na policiji najdejo Aničine starše. Razsnova zgodbe pa je prihod domov, in pogovor Anice in mame o počitnicah.